# Klangsbøl
Klangsbøl (tysk: Klanxbüll nordfrisisk: Klangsbel) er en landsby og kommune beliggende syd for den dansk-tyske grænse i Nordfrisland i det nordvestlige Sydslesvig. Administrativt hører kommunen under Nordfrislands kreds i den nordtyske delstat Slesvig-Holsten. Kommunen samarbejder på administrativt plan med andre kommuner i omegnen i Sydtønder kommunefællesskab (Amt Südtondern). Klangsbøl er sogneby i Klangsbøl Sogn. Mens området hørte under Danmark lå sognet i Viding Herred (Tønder Amt, Sønderjylland), .

## Historie
Klangsbøl nævnes første gang 1462. Stednavnet henføres til mandsnavnet Klenke eller Klange.
Den i Vester Klangsbøl beliggende tårnløse sognekirke er opført omkring 1240. Kirken er opført af mursten og har som eneste kirkebygning på det nordfrisiske fastland et stråtækt tag. Klangsbøl Mølle blev ødelagt 1615 af vandfloden, opbyggedes igen 1626, og blev senere flyttet til Visk. Ifølge sagnet blev den nederlandske admiral Claes de Bombell født som Nis Ipsen i bebyggelsen Bombøl 1½ km sydvest for Klangsbøl.

## Geografi
Kommunen omfatter Bombøl (tysk: Bombüll; nordfrisisk: Buumel), Borg (Burg), Nørrehjørne (Nordhörn), Spangvej (Sangweg), Trekantskog (tysk: Dreieckskoog; nordfrisisk: Träikantskuuch), Vester og Øster-Klangsbøl (nordfrisisk: Weester og Oaster Klangsbel) samt Visk (Wisch). Sognekirken er beliggende i Vester-Klangsbøl.
Arealet består af lavtliggende marskland. Mange af bygninger oprettet på varfter (værrer).
- Klangsbøl Kirke